# ATP Challenger Brüssel
Das ATP Challenger Brüssel (offiziell: Brussels Challenger) war ein Tennisturnier, das von 1980 bis 1982 jährlich in Brüssel, Belgien, stattfand. Es gehörte zur ATP Challenger Tour und wurde im Freien auf Sand gespielt.

## Liste der Sieger

### Einzel
| Jahr | Sieger          | Finalgegner    | Ergebnis      |
| ---- | --------------- | -------------- | ------------- |
| 1982 | Jan Gunnarsson  | Alberto Tous   | 6:4, 6:4      |
| 1981 | Georges Goven   | Erick Iskersky | 6:7, 7:6, 6:3 |
| 1980 | Kjell Johannson | Georges Goven  | 6:3, 6:4      |

### Doppel
| Jahr | Sieger                         | Finalgegner                | Ergebnis      |
| ---- | ------------------------------ | -------------------------- | ------------- |
| 1982 | Alberto Tous Raúl Viver        | David Graham Laurie Warder | 3:6, 6:3, 7:5 |
| 1981 | Bernard Boileau Alain Brichant | Mike Myburg Frank Puncec   | 7:5, 6:2      |
| 1980 | Eddie Edwards Craig Edwards    | Doug Adler Chris Johnstone | 6:1, 6:2      |